# Tugaya
Tugaya è una municipalità di quarta classe delle Filippine, situata nella Provincia di Lanao del Sur, nella Regione Autonoma nel Mindanao Musulmano.
Tugaya è formata da 23 baranggay:
- Bagoaingud
- Buadi Alawang
- Buadi Dico
- Bubong
- Campong Talao
- Cayagan
- Dandanun
- Dilimbayan
- Gurain
- Lumbac
- Maidan
- Mapantao

- Pagalamatan
- Pandiaranao
- Pindolonan I
- Pindolonan II
- Poblacion (Ingud)
- Putad
- Raya
- Sugod I
- Sugod Mawatan
- Sumbaga Rogong
- Tangcal